# Ioan Caproșu
Ioan Caproșu (n. 26 august 1934, Mitoc, România – d. 9 aprilie 2021) a fost un istoric român, medievist și profesor universitar la Facultatea de Istorie a Universității „Alexandru Ioan Cuza” din Iași. Din octombrie 2012 era membru de onoare al Academiei Române.

## Biografie
Ioan Caproșu s-a născut în data de 26 august 1934, în comuna Mitoc, din județul Dorohoi, Regatul României (astăzi în județul Botoșani). Acesta și-a realizat studiile secundare în Săveni, astăzi oraș aflat în județul Botoșani, iar mai apoi în Șendriceni, (astăzi în județul Botoșani). A absolvit cursurile Facultății de Istorie din cadrul Universității „Alexandru Ioan Cuza” din Iași. După absolvirea facultății, a rămas în cercetare (la Institutul de istorie și arheologie „A.D. Xenopol” din Iași, unde a devenit secretar de redacție la „Anuarul” Institutului, principala revistă științifică publicată sub egida Academiei Române), pentru a trece apoi în învățământul superior, ajungând la gradul de profesor universitar. Istoricul Ioan Caproșu s-a specializat pe istoria medievală, în special pe problemele legate de economia medievală. Pe lângă problemele legate de economia medievală, istoricul a mai scris despre mișcările țărănești din spațiul românesc și despre unele monumente reprezentative pentru arta feudală. A fost decan al Facultății de Istorie; visiting professor la universități din Marea Britanie și SUA.
În anul 1979 a obținut titlul științific de doctor în istorie cu teza "Camăta în Moldova, până la mijlocul secolului al XVIII-lea". În anul 1975, a fost distins cu premiul „Nicolae Bălcescu” al Academiei Române; a fost cooptat în Comitetul național de redacție al colecției Documenta Romaniae Historica. În anul 1990, aceeași Academie i-a acordat premiul „B.P. Hașdeu” pentru volumul I din "Monumenta linguae dacoromanorum. Biblia 1688", Pars I, Genesis, 1988 (editat cu Vasile Arvinte).

## Lucrări semnificative
- Iașii vechilor zidiri. Până la 1821 (Ed. Junimea, Iași, 1974; ed. a II-a, Iași, 2007) - în colaborare cu Dan Bădărău;
- O istorie a Moldovei prin relațiile de credit. Până la mijlocul secolului al XVIII-lea (Ed.Universității „Al.I.Cuza”, Iași, 1989);
- Documente privitoare la istoria orașului Iași (1408-1790) - 10 vol. (Ed. Dosoftei, Iași, 1999-2008).
- mai multe volume din seria A, Moldova a colecției "Documenta Romaniae Historica".
- Biserici și mănăstiri vechi din Moldova până la mijlocul sec. al XV-lea, (ed. a II-a), București, 1971.
- Despre politica internă a lui Radu Mihnea și răscoalele țărănești din prima lui domnie în Moldova (1616-1619), în Studii și Cercetări de Istorie-Iași, XIII, nr.1, pp. 81-104.
- Rolul capitalului cămătăresc în aservirea micii proprietăți din Moldova (până la începutul regimului fanariot), în Anuarul Institutului de Istorie și Arheologie-Iași, VII, 1970, pp. 107-137.
- Camătă și cămătărie în Moldova în epoca fanariotă, în Anuarul Institutului de Istorie și Arheologie-Iași, VIII, 1971, pp. 27-59.
- Patru documente de la Ștefan Tomșa al II-lea, Iași, Editura Academiei Republicii Socialiste România, 1972.
- Noi documente moldovenești din arhive vieneze, Iași, Editura Academiei Republicii Socialiste România, 1974.
- Cu privire la istoria orașului Bîrlad, Iași, Editura Academiei Rrepublicii Socialiste România, 1976.